# Seznam hvězd v souhvězdí Holubice
Toto je seznam významných hvězd v souhvězdí Holubice (Columba). Hvězdy jsou seřazeny podle zdánlivé hvězdné velikosti.